# Ericydnus japonicus
Ericydnus japonicus är en stekelart som först beskrevs av Tachikawa 1963.  Ericydnus japonicus ingår i släktet Ericydnus och familjen sköldlussteklar. Inga underarter finns listade i Catalogue of Life.